# Sophie Huber
Sophie Huber, née le 26 novembre 1985 à Forbach (Moselle), est une nageuse française spécialiste des 200, 400 et 800 mètres nage libre.
Lors des championnats du monde 2007, elle remporte la médaille de bronze avec ses compatriotes Alena Popchanka, Aurore Mongel et Laure Manaudou sur l'épreuve du relais 4 × 200 m nage libre. À titre individuel, elle obtient une cinquième place sur le 800 m nage libre.
Elle a marqué sa carrière sportive par sa participation aux Jeux Olympiques de Pékin en 2008, même si ses performances sportives lors des séries du 800 m nage libre n'ont pas été à la hauteur de ses attentes.
Licenciée au C.N. Sarreguemines depuis 1997, elle est entraînée par Olivier Antoine. Elle a mis un terme à sa carrière fin 2009, à cause de tendinites récurrentes.
Parallèlement, elle suit des études à l'Université de Metz en licence de biologie. Elle s'est mariée en 2014 avec Sylvain Villaume, ancien reporter au Républicain Lorrain.
Elle obtient en 2018 le CRPE (concours de recrutement des professeurs des écoles) et enseigne aujourd'hui dans l'académie de Nancy-Metz.
Elle porte la flamme olympique le 27 juin 2024 lors de son passage en Moselle et partage régulièrement son expérience de sportive de haut niveau dans les établissements scolaires,.

## Palmarès

### Championnats du monde
- Championnats du monde 2007 à Melbourne :
  -  Médaille de bronze avec le relais français 4 × 200 m nage libre (record de France)

### Championnats d'Europe
- Championnats d'Europe 2006 à Budapest :
  -  Médaille de bronze avec le relais français 4 × 200 m nage libre (record de France)

### Coupe du monde
- Coupe du monde 2006 à Stockholm :
  -  Médaille de bronze sur le 800 m nage libre

### Jeux méditerranéens
- Jeux méditerranéens 2005 à Almería :
  -  médaille d'or avec le relais 4 × 100 m nage libre
  -  médaille de bronze sur le 800 m nage libre

### Championnats de France
- 2004 à Dunkerque :
  -  Médaille d'argent sur le 400 m nage libre
  -  Médaille d'argent sur le 800 m nage libre
- 2005 à Nancy : 
  -  Médaille d'argent sur le 400 m nage libre
  -  Médaille d'argent sur le 800 m nage libre
- 2006 à Chalon-sur-Saône (bassin de 25 m) :
  -  Médaille d'argent sur le 400 m nage libre
  -  Médaille de bronze sur le 800 m nage libre
- 2006 à Tours :
  -  Médaille d'argent sur le 400 m nage libre
  -  Médaille d'argent sur le 800 m nage libre
- 2007 à Istres (bassin de 25 m) :
  -  Médaille de bronze sur le 400 m nage libre
  -  Médaille d'argent sur le 800 m nage libre
- 2007 à Saint-Raphaël :
  -  Médaille de bronze sur le 400 m nage libre
  -  Médaille de bronze sur le 800 m nage libre